# Болота Савути
Болота Савути — заповедник, входящий в состав национального парка Чобе, имеющий большое разнообразие живой природы, представленной на африканском континенте. Находится на западном участке парка Чобе.

## Описание
Территория непосредственно заповедника Савути представляет собой пустынный ландшафт, раньше здесь находилось большое озеро, которое постепенно превратилось в болото. В настоящее время болото питается неустойчивым каналом Савути, который высыхает в течение длительного времени, но затем снова течёт. Но несмотря на этот унылый с виду пейзаж, местность может похвастаться одним из самых высоких концентраций дикой природы Африки.
В сухие сезоны, туристы, выезжающие на сафари, часто рассматривают бородавочников, куду, импал, зебр, антилоп гну и слонов. В сезон дождей наблюдается около 450 видов птиц, а также львы, гиены, гепарды.